# Ancylis anguillana
Ancylis anguillana is een vlinder uit de familie van de bladrollers (Tortricidae). De wetenschappelijke naam van de soort is, als Palaeobia anguillana, voor het eerst geldig gepubliceerd in 1881 door Edward Meyrick.

## Type
- type: is een "female"
- instituut: BMNH, Londen, Engeland
- typelocatie: "Australia, New South Wales, near Parramatta"